# Pegaso Viberti Monotral

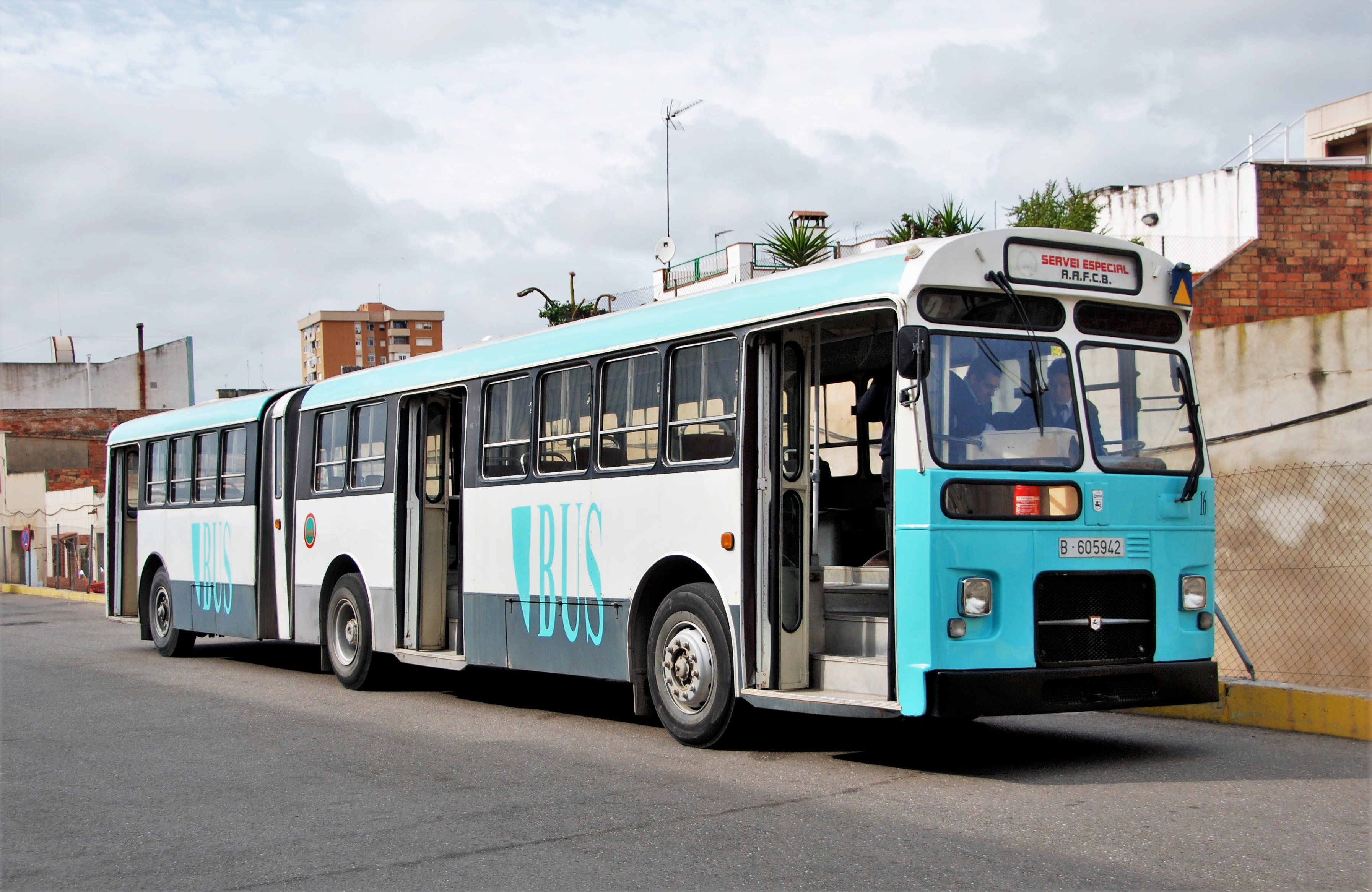
Autobus articulé Pegaso Viberti 6035-A de l'Université de Barcelone en 2012

Le Pegaso Viberti Monotral est une gamme de modèles d'autobus réalisés avec un châssis du carrossier italien Viberti équipé de moteurs du constructeur espagnol Pegaso pour le marché intérieur espagnol.

## Histoire
En 1964, au cours du Salon de l'automobile de Barcelone, le constructeur espagnol ENASA (Empresa Nacional de Autocamiones SA) a présenté le prototype d'un nouveau modèle de bus, le Pegaso 6035. Il était constitué d'une structure autoportante, que Pegaso avait déjà utilisée dans ses précédents modèles 6020 et 6021. Ce type de structure autoportante pour autobus a été conçu par la société italienne Officine Viberti SpA, qui le commercialise depuis 1947 sous la marque Monotral. En 1960, la société Jorsa (Construcciones Jover, Obiols y Rosell, SA) de Mataró, appartenant à ENASA, avait signé un contrat avec la société italienne pour construire des châssis de type Monotral sous licence, en Espagne.
Par rapport au modèle "6021" , le nouvel autobus Pegaso Viberti 6035 Monotral présentait une différence majeure : l'implantation du moteur à plat sous le plancher du véhicule et non plus verticalement à l'avant, comme dans les modèles précédents, ce qui se traduisait par une plus grande capacité de passagers. Pour cela, ENASA a dû développer le nouveau moteur diesel 9101, dérivé du 9100 vertical. Une autre innovation a été l'utilisation en série, comme sur les modèles italiens, d'une transmission semi-automatique, avec embrayage hydraulique et changement de vitesse électropneumatique, testé dans quelques prototypes de modèles précédents. 
Le prototype Pegaso Viberti 6035 Monotral a été suivi, en 1965, par une version articulée nommée 6035-A. D'une longueur de 18 mètres, conforme à la norme italienne, elle dépassait celle autorisée à l'époque par le code de la route espagnol, qui limitait celle de ce type de véhicule à 16,50 mètres. Avant de lancer la fabrication de ce véhicule pour sa mise en service, Pegaso a dû  raccourcir le châssis. 
La production en série des deux modèles a effectivement commencé en 1965, avec la façade avant modifiée, caractérisée par des lignes plus droites et la célèbre croix Pegasus sur la calandre. Des versions avec un nombre de portes différent ont été construites : une toujours à l'avant, une centrale ou arrière, et une version à trois portes. Au fil du temps, deux autres moteurs ont été proposés, une version du moteur 9101/8 avec 15 chevaux de plus et le moteur 9107, avec 30 chevaux de plus. Lors de son lancement, seule une transmission à quatre vitesses était disponible mais à partir de 1967, une boîte à cinq vitesses a été proposée. 
Entre 1972 et 1979, ENASA a construit 236 exemplaires du modèle 6036, essentiellement destinés à l'exportation vers la ville d'Alger, qui était en fait une version du 6035 avec des modifications mineures. Quinze unités ont été commandées en 1977 en Espagne et une en 1979,,.
Le Pegaso 6035 a été fabriqué régulièrement jusqu'en 1981, bien qu'en 1984 un dernier exemplaire ait été produit. Le véhicule a été construit dans l'usine ENASA située dans le quartier La Sagrera de Barcelone jusqu'en 1971 puis, dans la nouvelle usine de la Zona Franca de Barcelone. La plupart des carrosseries ont été produites par la Carroceria JORSA de Mataró mais de nombreux exemplaires ont été carrossés par les différentes sociétés privées spécialisées, notamment Hugás ou Noge, mais aussi par Indecar SA, Heredia, Unicar et d'autres. 
Compte tenu de leur longue durée de vie (en général, entre 15 et 20 ans), au fil du temps, de nombreux bus ont été recarrossés, la plupart ont conservé leur lignes d'origine, d'autres ont été profondément modifiés. 
En 1980, le Pegaso Viberti 6035 Monotral a été remplacé par le Pegaso 6038, dont le prototype a été présenté en 1978. Le nouveau modèle n'était qu'une version modernisée du 6035. 
La plupart de ces autobus ont été radiés dans les années 1990 mais plusieurs sont restés en service beaucoup plus longtemps, notamment les modèles articulés de l'Université Autonome de Barcelone, qui étaient en fonctionnement en 2012. 

## Modèles
La gamme Pegaso 6035 comprend 5 versions différentes : 
- Prototype 6035, avec une carrosserie légèrement différente de celle du modèle de série,
- 6035 Standard de série, versions à quatre et cinq vitesses 6035/4 et 6035/5,
- Prototype 6035-A articulé, d'une longueur de 18 mètres et un aménagement type italien,
- 6035-A articulé standard, de 16,50 mètres de longueur et version 6035-A/1 avec moteur 200 ch,
- 6036 - version du 6035 pour l'exportation vers l'Algérie.

## Caractéristiques techniques

### Châssis et carrosserie
Cet autobus, comme la plupart des véhicules modernes, n'est pas construit sur un châssis traditionnel, mais sur une structure autoportante en treillis sur laquelle la carrosserie est fixée. La résistance de la structure est garantie par ce squelette tubulaire constitué de profilés en acier assemblés par soudure. Les éléments mécaniques, moteur et transmission, sont fixés directement et indépendamment à cette structure agissant comme une poutre prenant en compte toute la largeur du véhicule sur toute sa longueur.

### Production
Selon les archives ENASA - Pegaso, le modèle a été fabriqué à 3.781 exemplaires entre 1964 et 1981 : 
- 6035 standard rigide : 2.969 exemplaires,
- 6035-A articulé : 576 ex.,
- 6036 : 236 exemplaires, dont 220 exportés.

L'ENASA a exporté ce modèle dans quatre pays différents : 
- Entre 1972 et 1975, 220 autobus 6035 standards pour la ville d'Alger, renommés 6036,
- Réseau urbain de La Havane, à partir de 1974, 100 unités 6035-4 standard et 50 unités articulées 6035-A. Entre 1979 et 1981, l'usine cubaine Claudio Argüelles a fabriqué, sous licence, 750 autobus Girón XII, copies du Pegaso 6035[4],
- Il existe des documents mentionnant la fourniture d'un ou plusieurs exemplaires du 6035-A articulé pour l'Empresa de Transportes Colectivos du Chili, carrossés par Noge, avec de légères différences par rapport au modèle espagnol. Une fourniture de ce modèle aurait également été effectuée en Angola, bien qu'aucune donnée précise ne soit disponible.

### Utilisateurs
On compte de très nombreuses entreprises publiques et privées de transports urbains qui ont compté ces véhicules dans leur parc. Les flottes les plus importantes sont :
- TMB Barcelone : 814 unités rigides de 11 mètres et 164 articulés,
- EMT Madrid : 415 rigides et 190 articulés,
- SAM Séville : 237 rigides,
- EMT Valence : 120 rigides,
- CTSS San Sebastián : 80 rigides.